# 曹準好
曹準好（韓語：조준호，英語：Cho Jun Ho，1988年12月16日—），釜山廣域市人，韩国柔道運動。
韓國柔道選手，前韓國柔道國家隊員，體重66公斤，曾獲2011年第28屆世界柔道錦標賽66公斤級銅牌，以及2012年夏季奧林匹克運動會柔道比賽66公斤級銅牌。目前為韓國柔道國家女子代表隊教練。

## 家庭
- 雙胞胎弟弟曹準銜（韓語：조준현），柔道選手，曾和曹準好一起出演《我們小區藝體能》[2]、《My Little Television》[3]、《兩天一夜》[4]等綜藝節目。
- 弟弟曹準輝（韓語：조준휘），柔道選手，曾和曹準好一起出演綜藝節目《我們小區藝體能》[5]和《我獨自生活》[6]。

## 教育
- 三聖中學校（朝鲜语：삼성중학교 (부산)）
- 釜山體育高等學校（朝鲜语：부산체육고등학교）
- 龍仁大學校

## 影視作品
| 年份     | 頻道    | 節目名稱              | 備註                                                     |
| -------- | ------- | --------------------- | -------------------------------------------------------- |
| 2012     | SBS     | Healing Camp          | 8月4日                                                   |
| 2012     | MBC     | 黃金漁場 Radio Star   | 8月29日                                                  |
| 2012     | KBS 2TV | 青春不敗2             | 9月8日                                                   |
| 2014     | MBC     | 改變世界的Quiz        | 3月1日                                                   |
| 2015－16 | KBS 2TV | 我們小區藝體能        | 2015年10月6日－2016年2月16日                             |
| 2016     | KBS 2TV | 我們小區藝體能        | 8月23日、9月6日                                          |
| 2016     | MBC     | My Little Television  | 網絡直播：10月23日 節目播出：10月29日、11月5日           |
| 2016     | MBC     | My Little Television  | 網絡直播：12月4日 節目播出：12月10日、12月17日、12月24日 |
| 2017     | MBC     | 我獨自生活            | 2月24日                                                  |
| 2017     | KBS 2TV | 兩天一夜              | 6月4日                                                   |
| 2017     | tvN     | Society Game 2        | 8月25日－11月10日                                        |
| 2017     | MBC     | Ranking Show 1,2,3    | 10月27日                                                 |
| 2018     | JTBC    | 《理論上完美的男人 》 | 第10集（1月12日）                                        |

## 外部連結
- 曹準好的Instagram帳戶